# An Spaniens Küsten
An Spaniens Küsten ist der zweite Roman C. S. Foresters aus dem Hornblower-Zyklus. Das Buch erschien erstmals 1938. Der Originaltitel lautet „A Ship of the Line“. In den USA erschien das Buch unter dem Titel „Ships of the Line“. Der Film Des Königs Admiral basiert zum Teil auf diesem Buch.

## Handlung
Nach seiner Fahrt mit der Lydia erhält Hornblower das Kommando über ein Linienschiff, die Sutherland, das Einsatzgebiet ist das Mittelmeer. Vor der Abfahrt wird er von seinem Geschwaderchef Admiral Sir Percy Leighton, der inzwischen die von ihm verehrte Lady Wellesley geheiratet hat, zum Dinner eingeladen. Lady Wellesley schafft es, den schweigsamen Hornblower dazu zu bringen, seinen Kampf gegen die Natividad ausführlich zu schildern. Selbst seine ranghöheren Kollegen sind sichtlich beeindruckt. In dem Roman ist Lady Wellesley die jüngere Schwester von Arthur Wellesley, dem Herzog von Wellington.
Wie damals üblich, übernimmt die Sutherland auf dem Weg zum Mittelmeer Geleitschutz für ein Handelsgeschwader der Ostindischen Kompanie, um deren Schiffe gegen französische Piraten zu schützen. Mit Mühe und Not gelingt es Hornblower, den Angriff zweier Piraten abzuwehren. Um sein Schiff vollständig zu bemannen, presst er Seeleute der Kompanie in seinen Dienst, obwohl dies streng verboten ist.
Im Mittelmeer unterstützt er den Kampf der spanischen Guerrilleros gegen die französischen Truppen. Bei Admiral Leighton findet er allerdings wenig Unterstützung.
Seine Stunde schlägt, als er auf ein Geschwader von vier französischen Linienschiffen stößt. Die anderen Schiffe seines Geschwaders sind zu weit entfernt, um eingreifen zu können. Trotzdem greift er an, weil er glaubt, die feindlichen Schiffe so stark beschädigen zu können, dass sie für den Rest des Krieges nicht mehr eingesetzt werden können. Unter großen Verlusten erreicht er sein Ziel, muss aber die Flagge streichen und wird gefangen genommen.
Im nächsten Band (Unter wehender Flagge) entkommt er der Gefangenschaft durch eine Reihe glücklicher Zufälle und wird nach seiner Rückkehr nach England als Held gefeiert und zum Ritter des Bath-Ordens geschlagen. Er heiratet die inzwischen verwitwete Lady Wellesley und ist zum ersten Mal in seinem Leben ohne Geldsorgen.

## Ausgaben
- A Ship of the Line. London: Joseph 1938. Zahlreiche Neuauflagen
- A Ship of the Line. London: Penguin 2006. ISBN 978-0-14102704-3

Deutsche Übersetzungen
- An Spaniens Küsten. (A Ship of the Line). Roman. Aus dem Englischen von Fritz von Bothmer. Berlin: Krüger 1939.

Bd. 2 der Hornblower-Trilogie in der ersten deutschen Ausgabe.
- Hornblower an Spaniens Küste. Übersetzt von Eugen von Beulwitz. Ullstein Taschenbuchverl. 2005. ((Ein Horatio-Hornblower-Roman. 6.)  ISBN 978-3-54826263-5